# Keep the Faith (альбом Фейт Эванс)
Keep the Faith — второй студийный альбом американской певицы Фейт Эванс, изданный в 1998 году лейблом Bad Boy Records. Keep the Faith достиг 6 места в чарте Billboard 200 и получил платиновый статус от RIAA за продажи в размере 1 000 000 экземпляров.

## Об альбоме
Keep the Faith поднялся до 6 строчки в хит-параде Billboard 200 и до 3 позиции в чарте Top R&B/Hip-Hop Albums. Критик сайта AllMusic Хосе Ф. Промис назвал диск одной из лучших соул/поп-записей 1990-х. Альбом был поддержан мировыми гастролями — Keep the Faith Tour.

## Список композиций
1. «Intro»
2. «Love Like This»
3. «All Night Long» (при участии Паффа Дэдди)
4. «Sunny Days»
5. «Tears Away (interlude)»
6. «My First Love»
7. «Anything You Need»
8. «No Way»
9. «Life Will Pass You By»
10. «Keep The Faith»
11. «Special Place (interlude)»
12. «Never Gonna Let You Go»
13. «Stay (interlude)»
14. «Caramell Kisses» (при участии группы 112)
15. «Lately I»

## Семплы
- «Keep The Faith» содержит семпл из песни Иоланды Адамс «Never Alone»
- «Life Will Pass You By» содержит из Анжелы Бофилл «Gotta Make U Mine»
- «Love Like This» содержит семпл из песни группы Chic «Chic Cheer»
- «Sunny Days» содержит семпл из песни Аль Джонсона и Джина Карна «I’m Back For More»
- «All Night Long» содержит семпл из песни группы Unlimited Touch «I Hear Music In The Streets»

## Чарты
| Чарт (1998)            | Место |
| ---------------------- | ----- |
| Billboard 200          | 6     |
| Top R&B/Hip-Hop Albums | 3     |